# Биркен-Хонигсесен
Биркен-Хонигсесен (њем. Birken-Honigsessen) општина је у њемачкој савезној држави Рајна-Палатинат. Једно је од 119 општинских средишта округа Алтенкирхен (Вестервалд). Према процјени из 2010. у општини је живјело 2.601 становника. Посједује регионалну шифру (AGS) 7132008.

## Географски и демографски подаци
Биркен-Хонигсесен се налази у савезној држави Рајна-Палатинат у округу Алтенкирхен (Вестервалд). Општина се налази на надморској висини од 253 метра. Површина општине износи 18,1 km².

## Становништво
У самом мјесту је, према процјени из 2010. године, живјело 2.601 становника. Просјечна густина становништва износи 143 становника/km².